# Straßenbahn Bydgoszcz

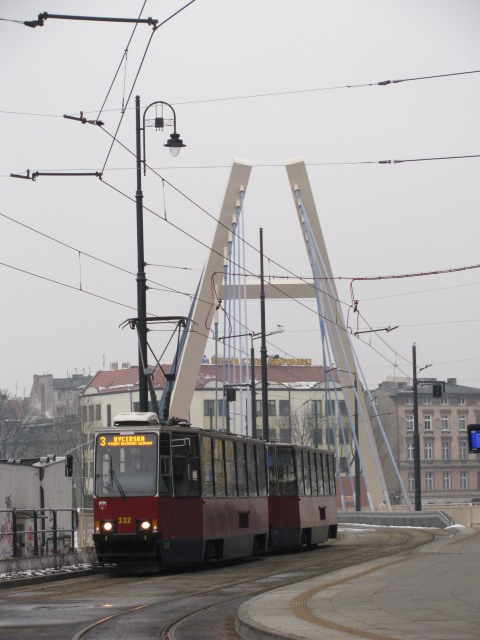
Straßenbahn der Linie 3 auf der 2012 eröffneten Władysława Jagiełły-Brücke

Die Straßenbahn Bydgoszcz ist das Rückgrat des Öffentlichen Nahverkehrs in der polnischen Stadt Bydgoszcz (deutsch: Bromberg). Sie wird vom Unternehmen Miejskie Zakłady Komunikacyjne w Bydgoszczy (MZK) betrieben und steht unter der Verwaltung der Stadt Bydgoszcz.
Auf dem Netz der Bydgoszczer Straßenbahn verkehren elf Linien und eine touristische Museumslinie, die nur im Sommer an Wochenenden verkehrt (Stand Juli 2024). Die Linienlängen betragen zusammen 134,5 Kilometer auf einer Streckenlänge von 41,4 Kilometern. Die Spurweite beträgt 1000 Millimeter (Meterspur). Der überwiegende Teil der Strecken ist zweigleisig mit Ausnahme eines rund 900 Meter kurzen Abschnittes auf der Straße „Nakielska“. Etwa vier Fünftel des Netzes befindet sich auf eigenem Gleiskörper. Der Verkehr findet mit Einrichtungsfahrzeugen von 2,4 Metern Breite statt, sodass sich im Netz insgesamt 17 Wendeschleifen finden, von denen aktuell neun im Linienbetrieb genutzt werden.

## Chronik der Entwicklung des Straßenbahnnetzes

### Deutsche Zeit bis 1918
Die Anfänge des öffentlichen Nahverkehrs in Bydgoszcz reichen bis ins Frühjahr 1888 zurück. Am 1. Februar wurde zwischen dem Ingenieurbüro Havestadt & Contag in Berlin und dem Bromberger Magistrat und der Polizeidirektion ein Vertrag über den Bau und Betrieb einer Pferdebahn abgeschlossen. Die ersten Straßenbahnen waren kleine Pferdekutschen. Gesteuert wurde die Straßenbahn von einem Fahrer, der Passanten mit einer großen Glocke vor dem herannahenden Fahrzeug warnte. Auf der Fahrt wurde er von einem Schaffner begleitet, der das Fahrgeld einsammelte. Die erste Straßenbahnlinie war 2,3 Kilometer lang und verlief ab 18. Mai vom Hauptbahnhof über die Dworcowa-Straße, die Gdańska-Straße und Stary Rynek bis zum Zbożowy Rynek (deutsch: Wollmarkt). Im Jahr 1892 wurde die zweite Straßenbahnlinie in Betrieb genommen, die von der Artillerie-Kaserne (ul. Artyleryjska) über die Gdańska-Straße, Stary Rynek, Batory und Długa bis zur Ecke Poznańska/Św. Dreieinigkeit führte. Die Länge betrug 2,35 Kilometer. Die rasante Entwicklung der Stadt an der Wende zum 20. Jahrhundert führte zum Bau eines städtischen Elektrizitätskraftwerkes, das 1896 fertiggestellt wurde. Bereits am 5. Oktober 1895 erhielt die Allgemeine Elektricitäts-Gesellschaft (AEG) die Genehmigung zur Elektrifizierung der Straßenbahn. Daraufhin wurden die Pferdebahnen zum 3. Juli 1896 durch elektrische ersetzt, obwohl zunächst die Einführung von Gasstraßenbahnen geplant war. In 1898 wurde die rote Linie (A) vom Wollmarkt über die Poznańskiej, Świętej Trójcy und Grunwaldzką zum Dworca kolei wąskotorowej verlängert (Posener Straße und die Berliner Straße zum Kleinbahnhof, stillgelegt 1969). Zwei Jahre später nahm die dritte Linie ihren Betrieb auf: als weiße Linie (C) verlief sie vom Pl. Teatralnego (Theaterplatz) über die Jagiellońską (Wilhelmstraße) und die Fordońską (Chaussee nach Fordon) bis Bartodzieje Wielkie (Groß Bartelsee). Bereits in 1901 wurde diese Linie in westlicher Richtung über die Focha, Świętej Trójcy und Nakielską nach Wilczak verlängert (über Wilhelmstraße, Hippelstraße, Berliner Straße und Nakeler Straße nach Printzenthal). In 1905 folgte der Bau der Straßenbahn-Anschlussgleise Focha – Warmińskiego – Elektrownia (Wilhelmstraße – Gammstraße – Elektrizitätswerk) sowie von der Jagiellońska zur Stacja przeładunków kolejowych (Wilhelmstraße zum Güterbahnhof).

### In Polen

#### Von 1918 bis 1939
Kurz nach der Unabhängigkeit Polens waren in 1920 folgende Linien in Betrieb:
- A "rot" Hauptbahnhof – Okole (alle 7 Minuten)
- B "grün" Gdańska – Strzelnica (Ulica Toruńska) (alle 8 Minuten)
- C "weiß" Wilczak – Bartodzieje Wielkie (alle 12 Minuten)

Im Jahr 1936 wurde die Linie B entlang der Ulica Chodkiewicza von der Ulica Gdańska bis zur Ulica Lelewela verlängert und eine neue Linie D von der Ulica Gdańska zur Ulica Długa eingerichtet. Für die dadurch entstehenden Mehrverkehre wurden fünf Trieb- und vier Beiwagen von der Straßenbahn Poznań übernommen, allerdings wurden die Beiwagen im Sommer bereits ausgemustert. In 1937 erfolgte eine Verlängerung der Strecke auf der Ulica Chodkiewicza bis zur Ulica Głowackiego.

#### Von 1945 bis 1952
Nach der kriegsbedingten Unterbrechung wurde der Betrieb schrittweise wieder aufgenommen:
- 29. Juni 1945: Die Linie A verkehrte wieder auf ihrer alten Strecke.
- 19. Juli 1945: Linie B nahm den Betrieb auf der Ulica Toruńską wieder auf und Linie C fuhr bis zur Altstadt.
- September 1945: Die Linie D fuhr auf der Strecke Ulica Gdańska – Długa.
- Oktober 1946: Die Linie C bediente wieder die Ulica Armii Czerwonej (heute Ulica Focha).

In 1948 wurde die Linienbezeichnung von Buchstaben auf Ziffern umgestellt und nach dem Bau einer Weiche von der Ulica Dworcowej in Richtung Plac Wolności und Bielaw nahm die Linie 4 (vorher D) Fahrten auf der Strecke Hauptbahnhof – Bielawy auf. Außerdem wurden drei Nachtlinien (vom Hauptbahnhof nach Bielawy, nach Okole und nach Bartodzieje Wielkie) eingerichtet, allerdings nach nur einem Monat wieder eingestellt. Im Folgejahr wurde eine Zweigstrecke von der Ulica Chodkiewicza entlang der Ulica Lelewela und der Ulica Jurasza bis zum Kreiskrankenhaus gebaut, auf der die Linie 4 verkehrte. Außerdem ist das für Rangierfahrten verwendete Gleisdreieck am Hauptbahnhof außer Betrieb genommen worden. Im Jahr 1950 wurde eine Verlängerung der Strecke entlang der Ulica Nakielska von der Ulica Wrzesińska bis zur Eisenbahnbrücke eröffnet und am 1. Mai nimmt der erste Straßenbahnwagen, der vollständig in der eigenen Werkstatt der MPK gebaut wurde, den Betrieb auf. Bis 1956 wurden 15 ähnliche Wagen gebaut.
Parallel dazu trifft 1951 auch der erste, von Gdańskiej Fabryki Wagonów DWF (aus „Danziger Waggonfabrik“ hervorgegangen) in Gdańsk gebaute Wagen des Typs Konstal 2N bei der Bydgoszczer Straßenbahn ein.

#### Von 1953 bis 1989
Am 21. Juli 1953 wurden die Strecken südlich der Brda über Babia Wieś nach Łęgnowo, nach Kapuściska und nach Glinki eröffnet. Dazu wurden fünf neue Linien eingerichtet, nämlich die Linien 5 bis 9. Für diese erhebliche Ausweitung des Straßenbahnverkehrs erhielt Bydgoszcz gebrauchte Wagen aus anderen polnischen Städten: 13 Triebwagen von Lilpop und 13 Beiwagen von Herbrand aus Łódź, 4 Triebwagen von Walker aus Kattowitz und 4 Triebwagen von Sanowag vom Typ SW1 aus Krakau. 1955 folgte die Einweihung einer eingleisigen, nach Norden führenden Strecke mit Ausweichen im Verlauf der Ulica Gdańska von der Ulica Chodkiewicza zur neuen Siedlung Leśne. Die Strecke überquert die Bahngleise an der Ulica Artyleryjska, von dort nach Leśne verkehrte ein Shuttlewagen. Der Rest der Linie endete vor dem Bahnübergang. Im Folgejahr begann die Lieferung sechs neuer Triebwagen des Typs 2N und fünf Beiwagen des Typs 2 von der Firma Konstal in Chorzów. Außerdem starteten die Bauarbeiten für das neue Straßenbahndepot an der Ulica Toruńska. In 1957 wurden das zweite Gleis auf der Ulica Focha sowie eine Verlängerung der Strecke entlang der Ulica Fordońska, von der Ulica Gajowa zur Ulica Polanka in Betrieb genommen. Und es kam die erste Lieferung von Triebwagen des Typs Konstal 5N und Beiwagen des Typs 5ND, von denen insgesamt 16 Stück bestellt wurden. Im Juli 1959 erfolgte die Inbetriebnahme des neuen Straßenbahndepots an der Ulica Toruńska und 1963 die der neuen Straßenbahn-Brücke über die Brda längs der Ulica Bernardyńska. Im selben Jahr erhielt Bydgoszcz ein Angebot aus Stuttgart zur kostenlosen Übernahme von 40 Triebwagen des Typs „Reihe 200“, erbaut 1926–1930 von der Maschinenfabrik Esslingen, lehnt das Angebot aber ab. Stattdessen wurden 1965 acht Wagen des Typs 2N wurden von der stillgelegten Straßenbahn Olsztyn übernommen. 1966 ist mit dem Bau einer Wendeschleife mit drei Bahnsteigen am Hauptbahnhof das zuvor dort befindliche Wendedreieck ersetzt worden. Im Jahr darauf wurde zum 1. Mai mit einer Wendeschleife an der Ulica Wyścigowa nahe des Ostbahnhofes der Osten von Bydgoszcz an das Straßenbahnnetz angeschlossen, gleichzeitig wurde die Strecke in der Altstadt stillgelegt und die Linie 1 eingestellt. 1970 wurden mit der Einweihung der Pomorski-Brücke zwischen den Kreisverkehren Toruńskie und Fordońskie die Linienführung der Linien, die die Brda überquerten, geändert. und auch die Linie 7 wurde auf die Strecke Glinki – Bałtycka verlegt. Zudem wurden zwei neue Straßenbahnen des Typs Konstal 802N von der Straßenbahn Łódź übernommen, gefolgt von einer Lieferung zehn neuer Gelenktriebwagen des Typs 803N in 1973 und zehn weiterer im Folgejahr. Gleichzeitig wurde in erheblichem Umfang in das Gleisnetz investiert: nach der Eröffnung der Strecke am neuen Knoten Grunwaldzkie auf einem zugeschütteten Teil des Stary Kanał Bydgoski (Alter Bromberger Kanal) in 1973, wurden in 1974 der Neubau einer Strecke längs der Ulica Wojska Polskiego vom Knoten Szarych Szeregów zur Ulica Magnuszewska, wohin dann die Linie 2 von Bielawy verkehrte, eingeweiht. Zudem folgte der Wiederaufbau der Strecke auf der Ulica Chodkiewicza, der Bau einer Wendeschleife an der Ulica Wybickiego (Bielawy), die Eröffnung des modernisierten Rondo Jagiellonów mit Fußgängertunneln und die Sanierung der Strecke nach Kapuściska. Andererseits wurden die Strecken auf der Ulica Lelewela und der Ulica Jurasza stillgelegt.
Beginnend im Jahr 1975 war dann der große Umbruch für die Straßenbahn Bydgoszcz geplant. Der Neubau der Strecken längs der Ulica Wojska Polskiego von der Endschleife an der Ulica Magnuszewska zum Rondo Kujawskie sowie längs der Ulica Szubińska zur Siedlung Błonie (1979 eingeweiht) erfolgte in Normalspur. Der Plan war, das gesamte Straßenbahnnetz umzuspuren. Jedoch wurde schnell klar, dass der dazugehörige Aufwand in keinem Verhältnis zum Nutzen stand, sodass das Projekt wieder abgebrochen wurde. Während auf der Strecke zum Rondo Kujawskie (1984 eröffnet) Dank der Verwendung von Holzschwellen die Spurweite vergleichsweise einfach zurück auf Meterspur geändert werden konnte, mussten die Gleise auf der Ulica Szubińska komplett wieder herausgerissen werden, da hier normalspurige Betonschwellen verwendet worden waren. Im Wagenpark begann ab 1977 der Einsatz der ersten Triebwagen des Typs Konstal 105NW und am 19. März 1980 erhielt Bydgoszcz die ersten von 42 bestellten Wagen des Typs 805Na. Zeitgleich die Wagen des Typs 802N aus dem Liniendienst zurückgezogen und nur noch für Notfälle eingesetzt. 1981 gab es eine weitere Lieferung von zehn Wagen des Typs 805Na. Das Streckennetz änderte sich wieder im Jahr 1984, als die Strecke auf der Ulica Wojska Polskiego von der Ulica Magnuszewska bis zur Ulica Karpacka (Rondo Kujawskie) eröffnet, gleichzeitig die Strecke auf der Ulica Grunwaldzka nach Okole stillgelegt wurde. 1988 wird das 100-jährige Bestehen der Straßenbahn Bydgoszcz gefeiert. Aus diesem Anlass wurde Wagen Nr. 120 des Typs GE-68 von Herbrand aus dem Jahr 1898 renoviert und seither als Museumsfahrzeug eingesetzt. Im Jahr darauf wurde die eingleisige Strecke auf der Ulica Gdańska zweigleisig ausgebaut und erhielt eine neue Endschleife am Leśny Park Kultury i Wypoczynku, wohin dann die Linie 4 geführt wurde.

#### Von 1990 bis 2009
Am Jahresanfang 1990 verfügte die Straßenbahn Bydgoszcz über folgenden Wagenpark: 13 Triebwagen 5N mit 14 Beiwagen 5ND, 17 Gelenktriebwagen 803N und 126 Wagen 805Na, insgesamt waren damit 156 Zuggarnituren in Betrieb. Ab dem 25. Januar war wegen einer Gasexplosion der Straßenbahnverkehr auf der Ulica Dworcowa zum Hauptbahnhof eingestellt. In 1991 wurden die Wagentypen Konstal N und Konstal 803N aus dem Verkehr genommen, gleichzeitig traf die letzte Lieferung des Typs 805Na ein. Am 31. Januar 1992 erfolgt die Einstellung des Nachtverkehrs mit Straßenbahnen mit der Stilllegung der Linie 6N. Im Jahr 1994 ging die Infrastruktur der Straßenbahn auf das Unternehmen ZDMiKP Bydgoszcz über. Zum 1. Februar 1996 gab es eine Änderung der Liniennummern wegen der Einführung von einstelligen elektromechanischen 7-Segment-Anzeigen in den Wagen, weshalb die Linie 10 fortan unter der Nummer 4 fuhr. Im folgenden Sommer gab es am 3. Juli die 100-Jahr-Feier der elektrischen Straßenbahn in Bydgoszcz. Am 21. Mai 1997 kommt es mit der Stilllegung des Depots an der Ulica Zygmunta Augusta und der Überführung aller Fahrzeuge zum Torunska-Depot zur letzten Straßenbahnfahrt auf der Ulica Dworcowa. Und am 23. Juni folgt die Eröffnung des ersten Abschnitts mit so genanntem Flüstergleis in Bydgoszcz auf der Ulica Gdańska von der Ulica Jagiellońska zur Ulica Śniadeckich. In den Jahren 1998 und 1999 wurden auf den Strecken Rondo Jagiellonów – Busbahnhof, Rondo Grunwaldzkie – Ułańska, Rondo Toruńskie – Babia Wieś, Zbożowy Rynek – Rondo Jagiellonów und Rondo Jagiellonów – Plac Teatralny die Gleise erneuert und in vielen Abschnitten weiteres Rasengleis eingebaut.
In 2002 kam es als Konsequenz einer Angebotsreduktion im Straßenbahnverkehr zur Abstellung von 15 Wagen auf den Außengleisen des Depots. 2003 ging dann der erste modernisierte Wagen des Typs 805NM in den Einsatz. Der Umbau wurde im Bydgoszczer Werk der PESA durchgeführt. Fast alle modernisierten Wagen erhielten in der Folgezeit das gleiche Außendesign. Am 20. August 2005 wurde der erneuerte Streckenabschnitt auf der Pomorski-Brücke und am Rondo Fordońskie mittig zwischen den Richtungsfahrbahnen eröffnet und wenige Wochen später die Gleiserneuerung auf der Ulica Fordońska zwischen Ulica Gajowa und Ulica Bałtycka abgeschlossen. Dabei wurde zum ersten Mal in Bydgoszcz die federnde Befestigung der Schienen auf Spannbetonschwellen eingesetzt. Am 18. Oktober 2006 verkehrte zum ersten Mal in der Geschichte eine Niederflurbahn als Testfahrt auf dem Bydgoszczer Straßenbahnnetz. Es handelte sich um eine PESA 121N, die vom Bydgoszczer Werk für die Straßenbahn Elbląg gebaut wurde. Mit der zum 1. April 2007 erfolgten Einführung des Bus-Tram-Anschlussverkehrs, der zu einer Taktverdichtung der Linie 3 auf 7 Minuten führte, mussten die 2002 abgestellten Wagen 259 und 260 wieder in Betrieb genommen werden. Im Sommer des Jahres folgte die Gleiserneuerung am Busbahnhof und auf der Ulica Gdańska im Bereich des Zawisza-Stadions. Am Busbahnhof wurden neue Bahnsteige gebaut, der Umbau erfolgte im Zusammenhang mit dem Bau des Einkaufszentrums Focus-Park. Am 22. September gab es einen Tag der offenen Tür im Betriebshof Toruńska und in der Stadt verkehrten Museumsbahnen des Typs N auf der Strecke Leśny Park Kultury i Wypoczynku – Depot. Im November startete die Gleiserneuerung auf der Ulica Szpitalna, erstmals seit 30 Jahren, und im Dezember fanden Testfahrten des PESA 122N für die Straßenbahn Łódź auf dem Bydgoszczer Netz statt. Im Januar 2008 streikten die Mitarbeitenden der MZK, was zu einem Verkehrschaos in der Stadt führte. Am 4. März begann die erste vollständig niederflurige Bahn PESA 122N ihren fahrplanmäßigen Betrieb auch in Bydgoszcz und im Mai gab es die Wiederinbetriebnahme der Strecke auf der Ulica Szpitalna nach Abschluss der Gleiserneuerung. Am 30. Mai fand das 120. Jubiläum der Eröffnung der Pferdebahn statt und die Auslieferung des zweiten Niederflurwagens (Nummer 365) vom Typ 122N. Dieser wiederum wurde im September auf der Messe InnoTrans in Berlin präsentiert. Am 1. Mai 2009 folgte die Wiedereröffnung der sanierten Straßenbahnstrecke auf der Ulica Gdańska und Ulica Focha, die seit Stilllegung der Altstadtstrecke außer Betrieb war.

#### Seit 2010
Im Herbst 2010 finden Arbeiten zur Gleiserneuerung am Rondo Jagiellonów und am Rondo Toruńskie statt, gleichzeitig beginnt der Bau der Neubaustrecke zum Hauptbahnhof. Im Dezember 2011 wird erst die Linie 9 eingestellt, im Januar 2012 folgt die Einstellung des Abendverkehrs auf der Linie 1. Im selben Jahr kommt es mit der Eröffnung der Neubaustrecke zum Hauptbahnhof am 22. November zwei Tage später zu größeren Veränderungen im Liniennetzt: neu eingeführt wird eine Linie 5 (Rycerska ↔ Glinki), während die Linienwege der Linien 1 (Wilczak ↔ Las Gdański) und 3 (Rycerska ↔ Wyścigowa) geändert werden. Im Frühjahr 2013 folgt die Gleissanierung entlang der Ulica Chodkiewicza und im Sommer darauf die Erneuerung der Strecke auf der Ulica Jagiellońska. Am 21. Juli findet eine feierliche Straßenbahnparade anlässlich des 60. Jahrestages der Eröffnung der Strecken südlich der Brda statt. Im Herbst des Jahres laufen Gleiserneuerungen auf der Ulica Bernardyńska (Austausch der Weichen am Rondo Jagiellonów), im Bereich der Schleife Babia Wieś und an der Ulica Wojska Polskiego sowie auf der Linie 6 auf dem Abschnitt von Stomil nach Łęgnowo. Am 22. September wird der 125. Jahrestag des öffentlichen Verkehrs in Bydgoszcz groß gefeiert und genau einen Monat später wird am 22. Oktober der Vertrag zur Neubaustrecke nach Fordon unterzeichnet. Im Herbst 2014 folgt die Gleissanierung in der Ulica Gdańska auf dem Abschnitt Chodkiewicza – Kamienna und im Herbst 2015 beginnt die Phase II der Streckenerneuerung auf der Ulica Chodkiewicza. Nachdem am 12. November erste Testfahrten auf der neuen Strecke nach Fordon beginnen, legt am 1. Dezember des Jahres ein großer Streik das Bus- und Straßenbahnnetz der Stadt bis 14 Uhr vollkommen lahm. In 2016 geht gleich zu Jahresbeginn am 16. Januar mit der Eröffnung der Strecke Fordońska/Wyścigowa–Loskon (Fordon) mit ihren 9,5 Kilometern Länge auch eine Neustrukturierung des Liniennetzes einher: zu den bis dahin acht Linien kommen zwei weitere hinzu. Da außerdem das neue Depot in Loskon in Betrieb geht, kommt es auch in den internen Abläufen zu größeren Veränderungen. Am 17. Dezember des Jahres wird dann auch endlich die Sanierung der Ulica Chodkiewicza bis zur Schleife in Bielawy abgeschlossen. Im Sommer 2017 folgte die Renovierung der Strecke in Babia Wieś und von April 2018 bis Dezember 2019 die Rekonstruktion der Straßenbahngleise in der Wojska-Polskiego-Straße auf dem Abschnitt von der Kreuzung Szarech Szeregów bis zur Kapuściska-Wendeschleife, was auch eine Unterbrechung der Linien nach Glinki und Wyżyny nach sich zog. Zwischenzeitlich wurde am 29. November 2018 ein Vertrag mit einem Konsortium aus PBDI, Gotowoski und Tor-Krak über den Ausbau der Kujawska-Straße mit Neubau einer Straßenbahnstrecke unterzeichnet. Dieser Bau begann im folgenden Frühjahr und wurde mit der Eröffnung der Neubaustrecke am 6. Dezember 2020 abgeschlossen. Am 13. September 2021 war Baubeginn der Neubaustrecke über die zu erweiternde Kazimierz-Wielki-Brücke, diese Maßnahme konnte mit der Einweihung der Straßenbahntrasse im November 2023 abgeschlossen werden. Weitere Gleissanierungen erfolgten im Laufe von 2022 in der Perłowa-Straße sowie zwischen Frühjahr 2023 und März 2024 auf der Pomorski-Brücke.
Die großen Neubauten dieser Periode im Detail:
- Strecke nach Fordon (2009–2016) (Maßnahme B1)

Die ersten Pläne für eine Straßenbahnstrecke nach Fordon gehen auf den Bau der dortigen 70 000-Einwohner-Siedlung zurück. Der Bau der Strecke verzögerte sich jedoch. Schließlich begann die Entwurfsplanung im Jahr 2009 und wurde 2012 fertiggestellt. Die Strecke beginnt mit einer Brücke über den Bahnhof Bydgoszcz Wschód von der Ulica Wyścigowa zur Ulica Lewińskiego auf der anderen Seite der Gleise. Danach verläuft sie parallel zur Ulica Lewińskiego und weiter entlang der Ulica Akademicka. An der Ulica Korfantego ist eine Zwischen-Wendeschleife entstanden. Von dort folgt die Strecke weiter der Ulica Akademicka bis zur Kreuzung mit der Ulica Andersa, der sie dann in nordöstlicher Richtung folgt. Die Strecke überquert die Ulica Wyzwolenia und hat in Höhe der Ulica Piłsudskiego eine weitere Wendeschleife erhalten. Von dort verläuft sie weiter entlang der Ulica Andersa bis nach Mariampol zur Ulica Geodetów, wo ein neuer Betriebshof errichtet wurde. Bereits im Jahr 2013 sollte der Bau beginnen, der Start der Arbeiten verzögerte sich aber bis ins Frühjahr 2014. Die Fertigstellung war ursprünglich für das Jahr 2015 geplant, letztendlich wurde die Strecke am 16. Januar 2016 eröffnet. Die Gesamtkosten des Projektes haben in etwa 435 Millionen Złoty, umgerechnet rund 105 Millionen Euro, betragen (davon 209 Mio. Złoty und damit fast die Hälfte aus EU-Mitteln).
- Strecke längs der Ulica Kujawska (2012–2020) (Maßnahme C1)

Die wichtige Verbindung von Straßenbahnstrecken im Westen der Stadt führt vom Rondo Bernardyńskie aus südwärts in Tieflage mittig zwischen beiden Richtungsfahrbahnen der Ulica Kujawska bis zum Rondo Kujawski und biegt dort nach Osten in den Mittelstreifen der Ulica Wojska Polskiego ab, um dort in die bisherige Strecke zu münden. Neben dem aufwändigen Einschnitt der Trasse zur Vermeidung größerer Steigungsgradienten musste auch die Höhenlage des Kreisverkehrs Kujawskie verändert werden, was weitreichende Umgestaltungen dieses Stadtbereiches nach sich zog. Außerdem wurde die vorhandene Straßenbahn-Wendeschleife Kujawskie zurückgebaut. Um dennoch flexibel Linienwege in Notfällen umlegen zu können, wurde zeitgleich die bis dahin nur von Osten anfahrbare Gleisschleife an der Ulica Magnuszewska für beide Richtungen um- und ausgebaut. Das Gesamtprojekt wurde seit 2012 entwickelt, dann für das regionale Entwicklungsprogramm der Woiwodschaft Kujawien-Pommern 2014–20 angemeldet und letztlich vom Frühjahr 2018 bis zur Einweihung am 6. Dezember 2020 umgesetzt. Die Kosten beliefen sich auf insgesamt 233 Millionen Złoty, umgerechnet knapp 56 Millionen Euro.
- Kazimierz-Wielki-Brücke (2017–2023) (Maßnahme C6)

Die Neubaustrecke über die Kazimierz-Wielki-Brücke von der Ulica Fordońska zur Ulica Toruńska verkürzt den Weg von den östlichen zu den südlichen Stadtteilen. Damit wurde für Straßenbahnen im östlichen Teil der Stadt ein zusätzlicher Übergang über die Brda geschaffen. Alternativ zu dieser Brückenerweiterung war auch ein Brückenneubau in Verlängerung der Ulica Perłowa untersucht, aber letztlich verworfen worden, da für die bis dahin nur zweistreifige Wielki-Brücke wegen des stark angewachsenen Kraftfahrzeugverkehres eine Erweiterung um einen zweiten Überbau bereits seit Längerem angedacht war. Der Bau eines dritten Überbaus für den Straßenbahnverkehr sowie die Erneuerung der vorhandenen Straßenbrücke wurden somit Teil des Gesamtprojektes. Ursprünglich war als Zeithorizont für den Start der Realisierung das Jahr 2020 anberaumt, am Ende begann der Neu- und Ausbau aber erst im September 2021. Die neue Straßenbahntrasse wurde im November 2023 eröffnet und die weiteren Arbeiten zur Sanierung der alten Brücke zogen sich bis in den Frühherbst 2024 hin.

## Liniennetz
Die Straßenbahn Bydgoszcz bedient aktuell (Stand 28. März 2024) elf Linien im Regelbetrieb.
| Linie               | Linienweg | Länge [km] | Fahrzeit [min] | Takt [min]                     | Halte- stellen | Bemerkungen                                   |
| ------------------- | --- | ---------- | -------------- | ------------------------------ | -------------- | --------------------------------------------- |
| 1                   | Las Gdański P+R ↔ Wilczak Gdańska – Focha – Nakielska                                                                                   | 06,7       | 25-27          | Werktage: 20 Wochenende: 30    | 17             |                                               |
| 2                   | Las Gdański P+R ↔ Kapuściska Gdańska – Most Bernardyński – Kujawska – Wojska Polskiego                                                  | 08,9       | 31             | Werktage: 20 Wochenende: 30    | 19             |                                               |
| 3                   | Wilczak ↔ Łoskoń Nakielska – Focha – Jagiellońska – Fordońska – Dworzec Wschod (Ostbahnhof) – Akademicka – Andersa                      | 17,4       | 46             | Werktage: 20 Wochenende: 30    | 29             |                                               |
| 4                   | Bielawy ↔ Glinki Chodkiewicza – Gdańska – Jagiellońska – Fordońska – Most Pomorski – Toruńska – Perłowa – Bełzy – Szpitalna             | 08,1       | 30             | Werktage: 20 Wochenende: 30    | 18             |                                               |
| 5                   | Rycerska ↔ Łoskoń Dworcowa – Focha – Jagiellońska – Fordońska – Dworzec Wschod (Ostbahnhof) – Akademicka – Andersa                      | 16,8       | 43             | Werktage: 10/20 Wochenende: 30 | 23             |                                               |
| 6                   | Bielawy ↔ Łęgnowo Chodkiewicza – Gdańska – Jagiellońska – Bernardyńska – Toruńska – Spadzista – Hutnicza                                | 11,8       | 40             | Werktage: 20 Wochenende: 30    | 25             |                                               |
| 7                   | Kapuściska ↔ Łoskoń Wojska Polskiego – Bełzy – Perłowa – Most Kazimierza Wielkiego – Dworzec Wschod (Ostbahnhof) – Akademicka – Andersa | 14,1       | 36             | Werktage: 20                   | 22             | Verkehrt nur an Werktagen, auch in den Ferien |
| 8                   | Rycerska ↔ Kapuściska Dworcowa – Focha – Jagiellońska – Most Pomorski – Toruńska – Perłowa – Bełzy – Wojska Polskiego                   | 07,6       | 28             | Werktage: 20 Wochenende: 30    | 16             |                                               |
| 9                   | Rycerska ↔ Glinki Dworcowa – Focha – Most Bernardyński – Kujawska – Wojska Polskiego                                                    | 07,7       | 28-30          | Werktage: 20 Wochenende: 30    | 17             |                                               |
| 10                  | Las Gdański P+R ↔ Niepodległości Gdańska – Focha – Jagiellońska – Fordońska – Dworzec Wschod (Ostbahnhof) – Akademicka – Andersa        | 16,5       | 44             | Werktage: 20 Wochenende: 30    | 27             |                                               |
| 11                  | Bielawy ↔ Niepodległości Chodkiewicza – Gdańska – Focha – Jagiellońska – Fordońska – Dworzec Wschod (Ostbahnhof) – Akademicka – Andersa | 18,9       | 59             | Werktage: 20 Wochenende: 30    | 27             |                                               |
| Linienlängen gesamt | Linienlängen gesamt | 134,5      |                |                                |                |                                               |

### Ehemalige Linien

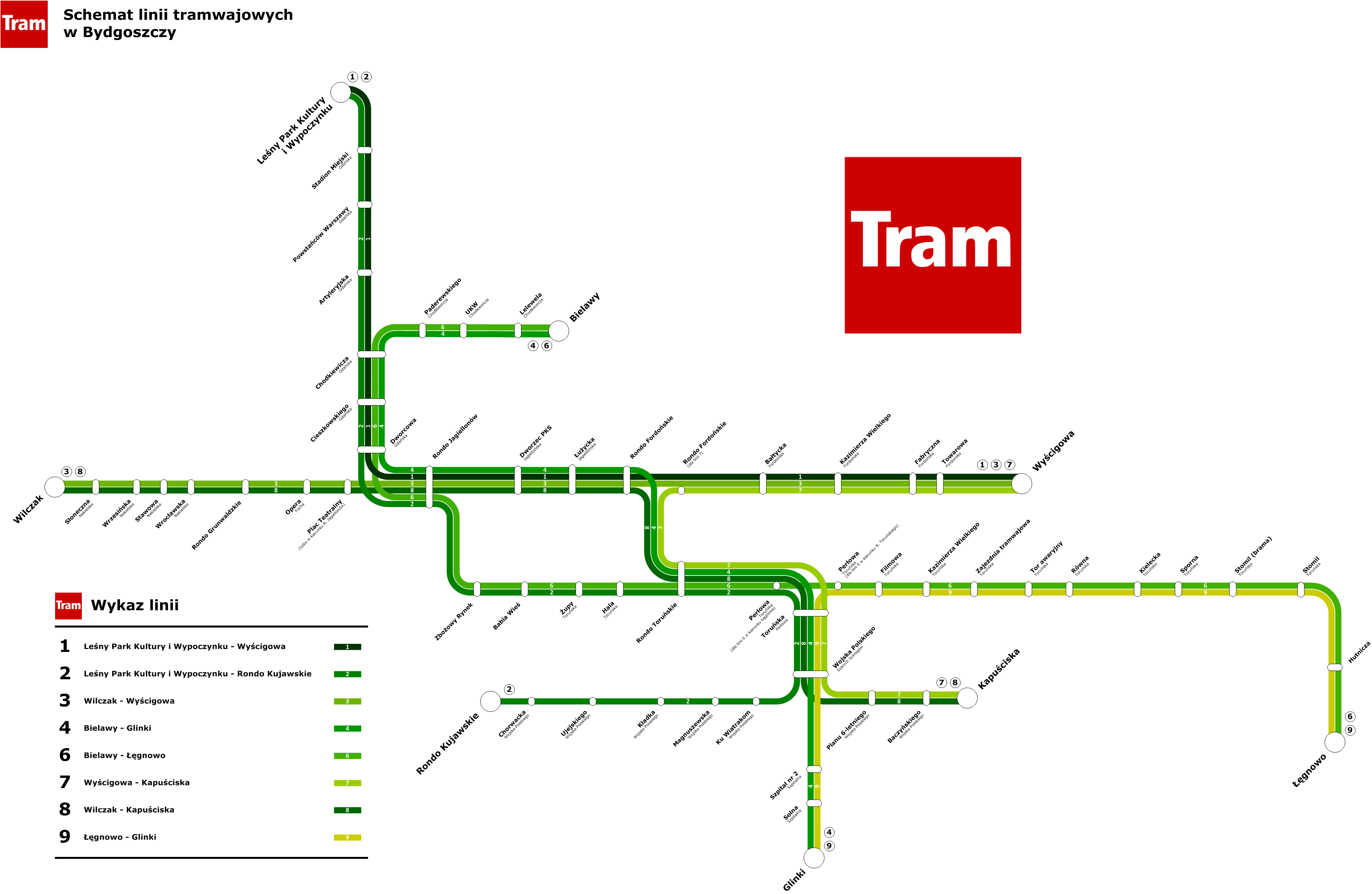
Liniennetz 2008

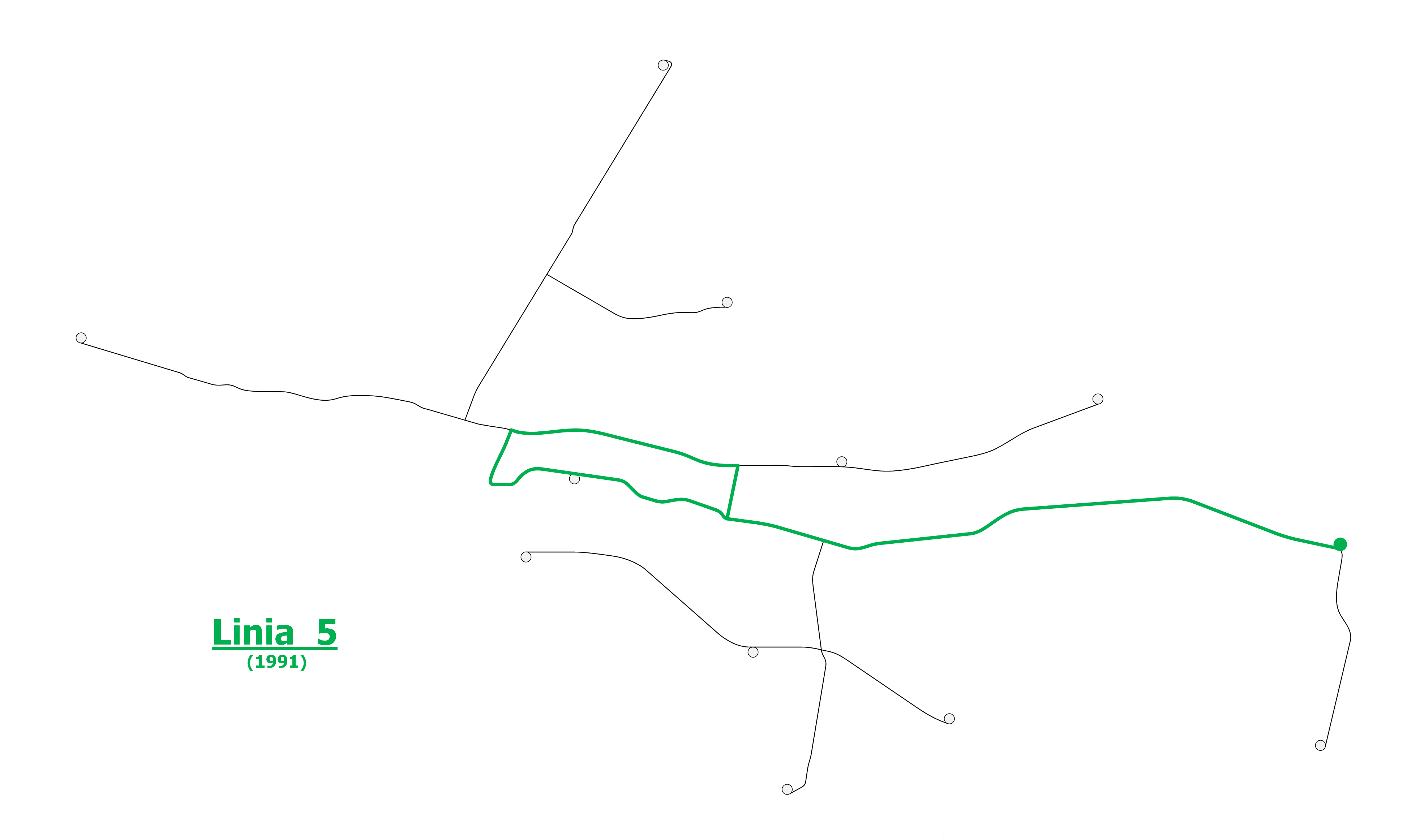
Streckenplan der Linie 5 kurz vor ihrer Einstellung im Jahr 1991

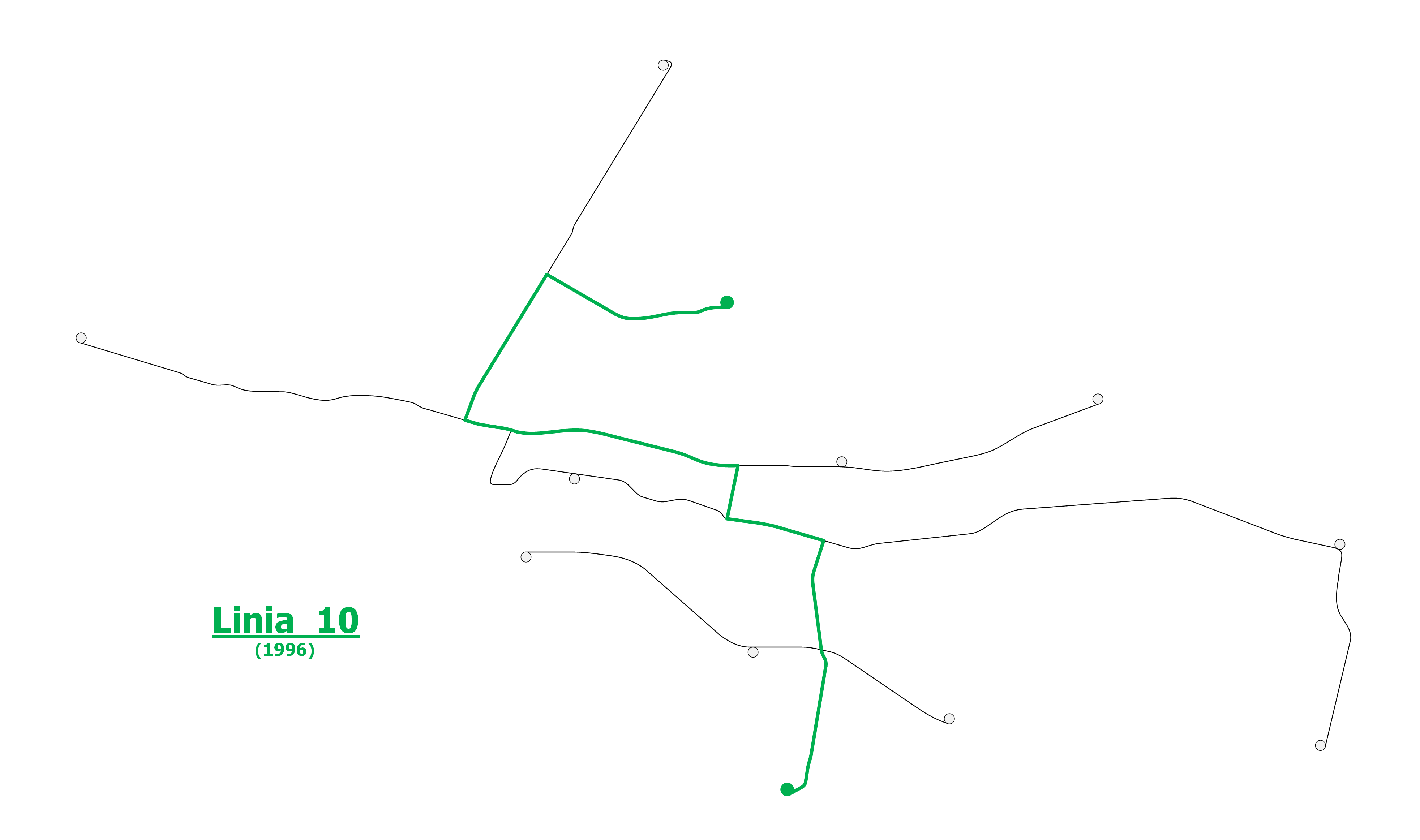
Streckenplan der Linie 10 (heute 4)

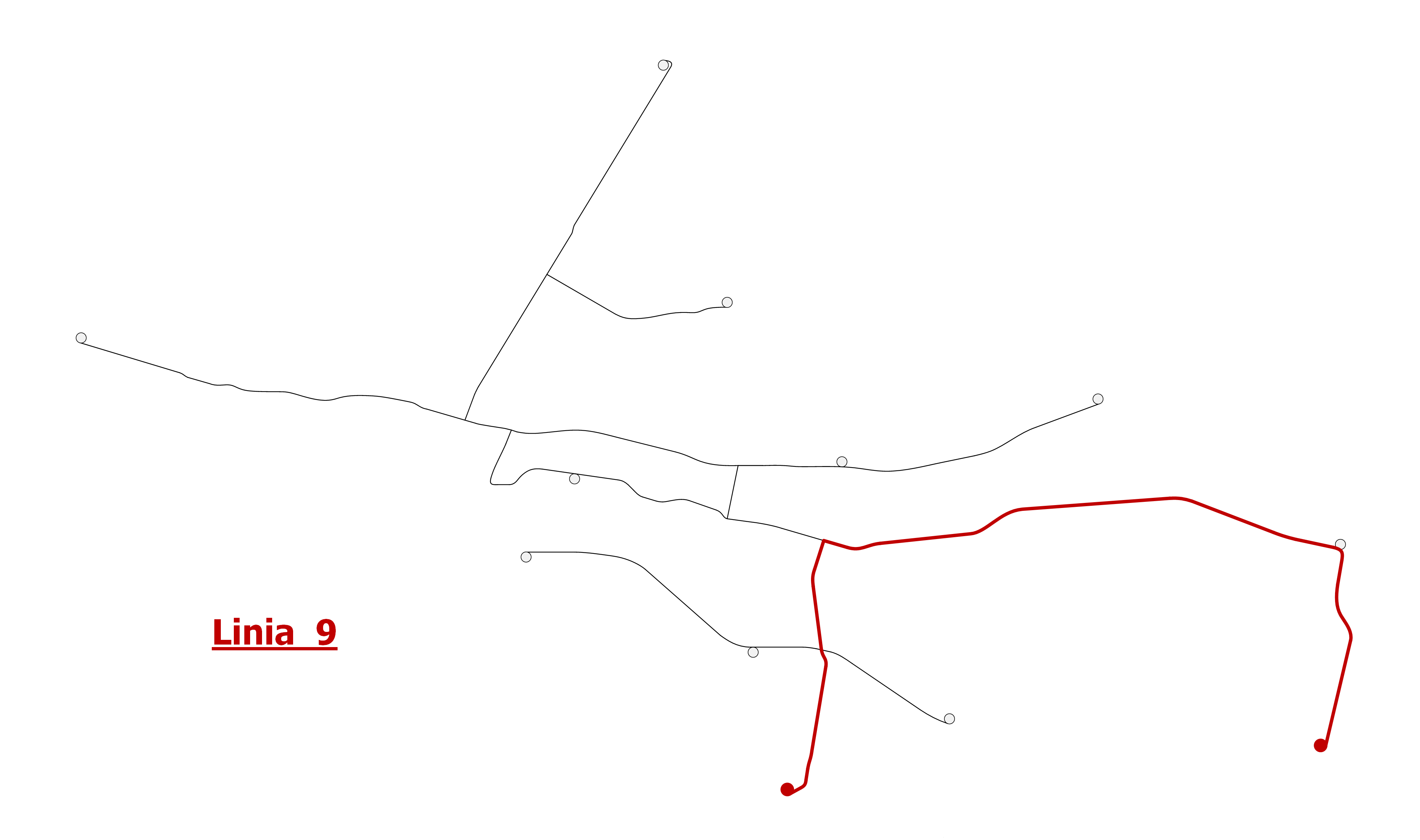
Ehemaliger Streckenplan der Linie 9 (bis zu den Änderungen vom 20. August 2010)

Die Linie 5 wurde im Jahr 1953 nach dem Bau der Strecke südlich der Brda eröffnet, aber 1991 eingestellt. Zu Anfang verband sie Okole mit dem Zentrum, dann mit Stomil. Nach Stilllegung der Strecke in der Ulica Grunwaldzka wurde sie nach Wilczak geführt. Vor der Stilllegung verkehrte diese Linie auf derselben Strecke zur Schleife Stomil über Toruńska, Babia Wieś und Jagiellońska. Am 24. November 2012 wurde die Linie neu auf der Strecke Rycerska – Glinki (über Babia Wieś) eingerichtet.
Die Linie 10 wurde 1955 eingerichtet und verkehrte bis zum Jahr 1996, als die Liniennummer auf 4 geändert wurde. Da man einstellige Linienanzeigen in die Wagen einbaute, konnte die Nummer 10 nicht mehr verwendet werden. Von 1989 bis 1990 verkehrte die Linie 4 auf der Strecke vom Leśny Park Kultury i Wypoczynku (heute Las Gdański) zum Bahnhof, aber im Jahr 1990 wurde die Strecke durch die Ulica Dworcowa stillgelegt. Seit Ende der 1980er Jahre verkehrte sie auf derselben Strecke wie die heutige Linie 4.
Die Linie 9 wurde im Jahr 1953 nach dem Bau der Strecke südlich der Brda eingerichtet und verkehrte bis zum 30. Dezember 2011. Ihren letzten Linienweg besaß sie seit dem 20. August 2010, als sie von der Strecke Glinki – Łęgnowo auf die Strecke Glinki – Stomil verkürzt wurde. Dadurch wurde sie die kürzeste Straßenbahnlinie in Bydgoszcz (zuvor war es die Linie 7). Die Linie 9 verkehrte an Werktagen während der Hauptverkehrszeit (04:50 bis 08:30 Uhr und 12:50 bis 17:00 Uhr). Die Linie verband das Industriegebiet an der Ulica Toruńska mit Wyżynami. Auf der Linie 9 verkehrte nur alle 25 Minuten eine Bahn. Eingesetzt wurden Solowagen.

### Touristische Linie

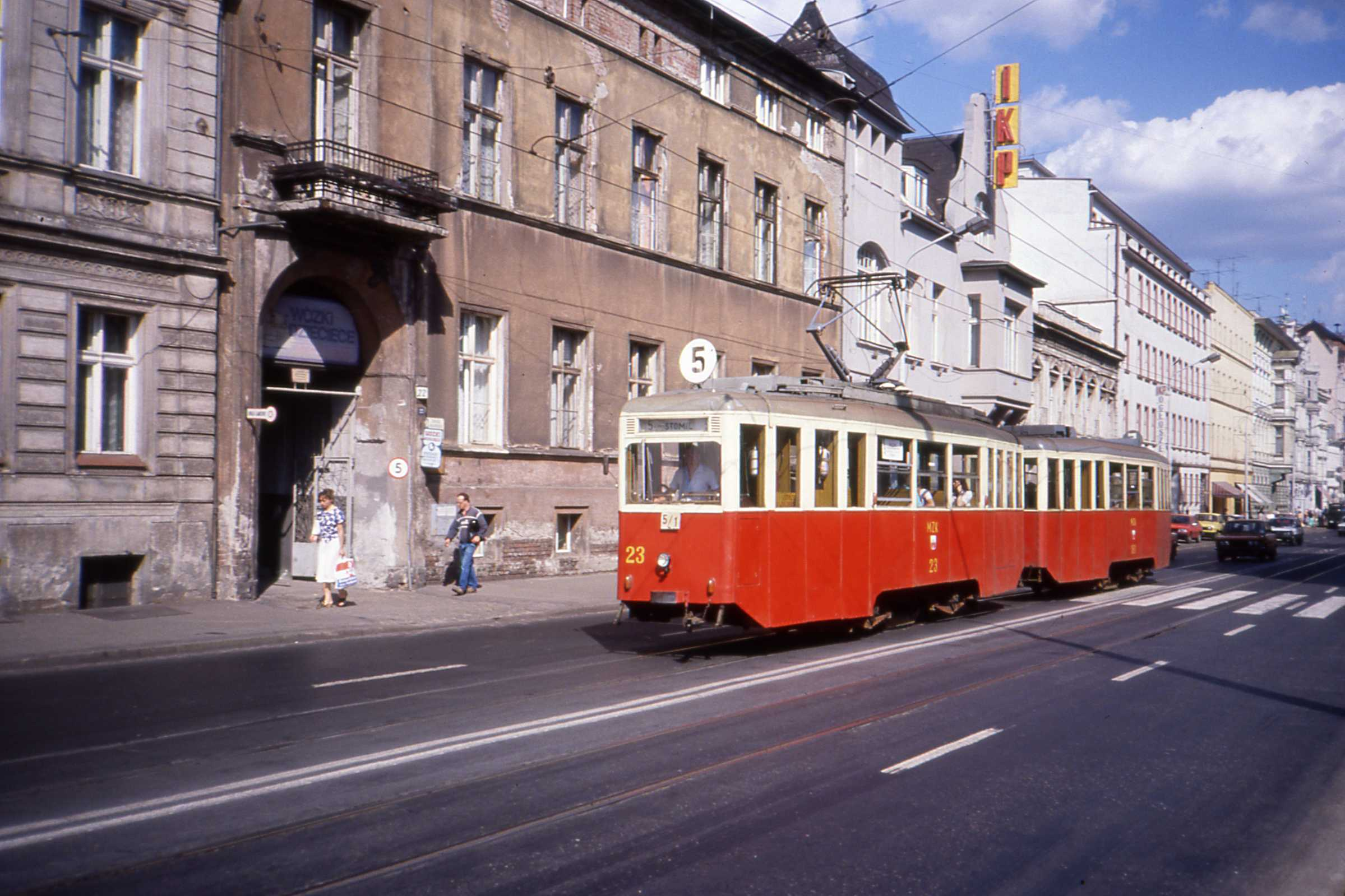
Traktion der Typen Konstal 5N+5ND auf der Linie 5 auf der Ulica Focha (1990)

Derzeit verkehrt im Sommer an Wochenenden und Feiertagen vier bis fünf Mal täglich eine Museumslinie mit der Nummer 0 auf der Strecke Las Gdański – Gdańska – Plac Wolności – Focha / Opera – Dworcowa – Rycerska. Die Fahrzeit beträgt rund 19 Minuten.  Auf dieser Linie werden historische Triebwagen der Typen Herbrand und Konstal 5N eingesetzt.

## Fahrzeuge

### Derzeit im Einsatz
Von 1991 bis zum März 2008 verkehrten nur Wagen, die auf den Typ Konstal 105N zurückgehen. Erst seit dem Jahr 2008 verkehren in Bydgoszcz die ersten beiden neuen Niederflurbahnen des Types PESA 122N. Im Jahr 2010 wurden weitere Niederflurwagen ausgeschrieben, allerdings ging nur von der Firma PESA ein Angebot ein. Die Lieferung aus diesem Rahmenvertrag über 14 Fahrzeuge vom Typ 122NaB aus der Swing-Modellreihe verzögerte sich bis 2015, da die Stadt in finanziellen Schwierigkeiten war. Einen größeren Schub bei der Erneuerung des Wagenparkes gab es mit zwei weiteren Aufträgen an PESA zur Lieferung von sechs Wagen des kurzen Types 121NaB-10 und 15 vom langen Typ 122NaB-10 aus der Swing-Reihe mit Auslieferung in den Jahren 2017 bis 2019. Im Juli 2022 wurde dann ein Vertrag zwischen der Stadt und PESA über die Lieferung von 10 neuen Straßenbahnen (4 kurze und 6 lange) mit einer Option auf weitere 36 unterzeichnet. Bereits im Frühjahr 2023 wurden aus der Option zuerst 11 (ein kurzes und 10 lange) und dann 19 Fahrzeuge zusätzlich bestellt. Die Auslieferung der nunmehr 40 Niederflurbahnen begann am 22. August des Jahres.
Aktuell (Stand Juli 2024) besteht der Großteil des Wagenparks dennoch weiterhin aus dem hochflurigen Typ 805Na, fast zwei Drittel der Fahrzeuge sind somit 35 Jahre oder älter. Im Einzelnen sind folgende Wagen derzeit bei der Bydgoszczer Straßenbahn im Betriebseinsatz:
| Bild                              | Wagen- nummern                    | Typ                               | Hersteller                        | Einsatzbeginn                     | Modernisierung                    | Sitzplätze                        | Stehplätze                        | Niederflur- anteil                | Anzahl         |
| --------------------------------- | --------------------------------- | --------------------------------- | --------------------------------- | --------------------------------- | --------------------------------- | --------------------------------- | --------------------------------- | --------------------------------- | -------------- |
|                                   |                                   | 805Na + 805NaD                    | Konstal                           | 1980–1990                         | 1998–2011                         | 20 + 23                           | 125 + 121                         | 0 %                               | 75             |
|                                   | 362 + 363 (ex 255 + ex 256)       | 805NM + 805NMD                    | Konstal                           | 1980                              | 2003                              | 22 + 25                           | 125 + 120                         | 0 %                               | 1              |
|                                   | 364–365                           | 122N                              | Pesa                              | 2008                              | keine                             | 63                                | 148                               | 100 %                             | 2              |
|                                   | 110–121                           | 122NaB Swing                      | Pesa                              | 2015–2016                         | keine                             | 53                                | 154                               | 100 %                             | 12             |
|                                   | 170–175, 176–179                  | 121NaB-10 Swing                   | Pesa                              | 2017–2018, 2023                   | keine                             | 31                                | 89                                | 100 %                             | 10             |
|                                   | 130–144                           | 122NaB-10 Swing                   | Pesa                              | 2018–2019                         | keine                             | 53                                | 148                               | 100 %                             | 15             |
|                                   | 366–371                           | 122NaB-20 Swing                   | Pesa                              | 2023                              | keine                             | 53                                | 148                               | 100 %                             | 6              |
| Gesamtzahl                        | Gesamtzahl                        | Gesamtzahl                        | Gesamtzahl                        | Gesamtzahl                        | Gesamtzahl                        | Gesamtzahl                        | Gesamtzahl                        | Gesamtzahl                        | 121            |
| Anteil der Niederflurfahrzeuge    | Anteil der Niederflurfahrzeuge    | Anteil der Niederflurfahrzeuge    | Anteil der Niederflurfahrzeuge    | Anteil der Niederflurfahrzeuge    | Anteil der Niederflurfahrzeuge    | Anteil der Niederflurfahrzeuge    | Anteil der Niederflurfahrzeuge    | Anteil der Niederflurfahrzeuge    | 37 %           |
| Durchschnittsalter des Wagenparks | Durchschnittsalter des Wagenparks | Durchschnittsalter des Wagenparks | Durchschnittsalter des Wagenparks | Durchschnittsalter des Wagenparks | Durchschnittsalter des Wagenparks | Durchschnittsalter des Wagenparks | Durchschnittsalter des Wagenparks | Durchschnittsalter des Wagenparks | ca. 26,7 Jahre |
| Stand: 8. Juli 2024               |                                   |                                   |                                   |                                   |                                   |                                   |                                   |                                   |                |

### Museumsfahrzeuge
Der historische Wagenpark in Bydgoszcz besteht aus fünf Trieb- und einem Beiwagen. Es handelt sich um die Wagen Herbrand VNB-125 und Herbrand GE-58, die Ende des 19. Jahrhunderts gebaut und im Jahr 2012 beziehungsweise in der zweiten Hälfte der 1980er Jahre restauriert wurden. Dazu kommt ein Zweiergespann Konstal 5N + 5ND, bei dem der Beiwagen in 2016 und der Triebwagen in 2017 saniert wurden. Außerdem gibt es einen Wagen Konstal 803N sowie einen Wagen Lilpop III D, die beide bisher nicht restauriert wurden.
| Bild | Wagen- nummer          | Typ      | Hersteller                | Baujahr | Renovierung              | Sitzplätze | Stehplätze | Status                       |
| ---- | ---------------------- | -------- | ------------------------- | ------- | ------------------------ | ---------- | ---------- | ---------------------------- |
|      | 14                     | VNB-125  | Herbrand                  | 1896    | 2011–2012                | 15         | 30         | nach Brand schwer beschädigt |
|      | 120                    | GE-58    | Herbrand                  | 1898    | 1986–1988                | 20         | 24         | in Betrieb                   |
|      | 154                    | III D    | Lilpop, Rau i Loewenstein | 1939    | keine                    | 16         | ?          | nicht betriebsbereit         |
|      | 68 + 135               | 5N + 5ND | Konstal                   | 1960    | 2016 (5ND) und 2017 (5N) | 16 + 16    | 67 + 79    | in Betrieb                   |
|      | 218 (ex 222 als 102Na) | 803N     | Konstal                   | 1974    | keine                    | 32         | 185        | nicht betriebsbereit         |

## Wendeschleifen und Depots

### Schleifen
- im Linienbetrieb

| Schleife                                              | im Linienbetrieb | Anzahl der Gleise | Linien    |
| Bielawy                                               | seit 1974        | 2                 | 4, 6, 11  |
| Glinki                                                | seit 1953        | 2                 | 4, 9      |
| Kapuściska                                            | seit 1953        | 3                 | 2, 7, 8   |
| Las Gdański (ehemals Leśny Park Kultury i Wypoczynku) | seit 1989        | 2 + Gleisharfe    | 1, 2, 10  |
| Łęgnowo                                               | seit 1953        | 2                 | 6         |
| Łoskoń                                                | seit 2016        | 2                 | 3, 5, 11  |
| Niepodległości                                        | seit 2016        | 2                 | 7, 10, 11 |
| Rycerska                                              | seit 2012        | 2                 | 5, 8, 9   |
| Wilczak                                               | seit 1950?       | 1 + Gleisharfe    | 1, 3      |

- nicht im Linienbetrieb genutzt

| Schleife                             | im Linienbetrieb         | Anzahl der Gleise | Linien (am Tag der Schließung) |
| Babia Wieś*                          | 1953–1991                | 3                 | 5                              |
| Bałtycka                             | 1969–1971                | 2                 | 7                              |
| Dworzec PKP**                        | 1966–1990                | 3                 | 1, 2, 4, 8                     |
| Rondo Kujawskie (ehemals Karpacka)   | 1984–2019                | 1                 | 2                              |
| Magnuszewska***                      | 1974–1984                | 2                 | 2                              |
| Przylesie                            | ****                     | 3                 | keine                          |
| Stomil                               | 1962?–1991 und 2010–2011 | 1                 | 9                              |
| Wyścigowa (ehemals Bydgoszcz Wschód) | 1969–2016                | 2 + Gleisharfe    | 3, 7                           |
| Wyżyny*****                          | 2020–2022                | 2                 | 11                             |

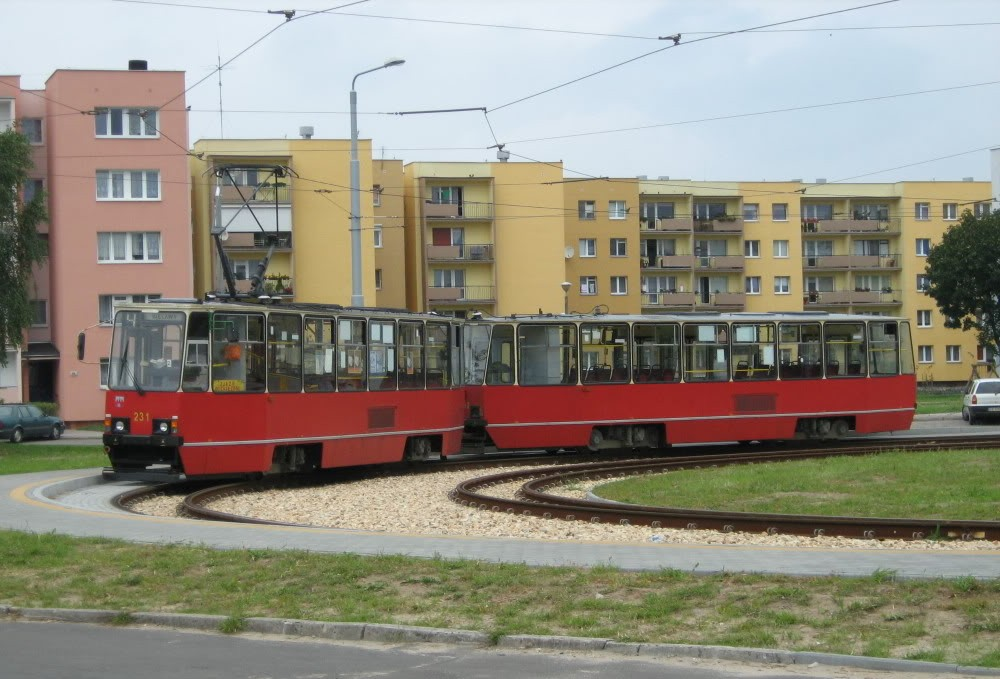
Wendeschleife "Glinki"

* Die Schleife Babia Wieś wird nicht mehr zum Wenden von Straßenbahnen genutzt, aber die Linien 5 und 6 in Richtung Rondo Toruński besitzen ihre Haltestelle am äußeren Schleifengleis.
** Die Schleife am Bahnhof wurde zusammen mit der Strecke auf der Ulica Dworcowa am 25. Januar 1990 wegen einer Gasexplosion geschlossen. Seit 1997 ist die Schleife vom Rest des Netzes getrennt. Im Zusammenhang mit dem Wiederaufbau der Strecke zum Bahnhof wurde sie demontiert. Die neue Strecke zum Bahnhof endet an der neuen Schleife Rycerska.
*** Die frühere Schleife Magnuszewska war eine ostgerichtete Wendeschleife. Sie wurde 2019 abgebaut. Die bis 2020 erbaute neue Schleife mit Zufahrt aus beiden Richtungen heißt jetzt Wyżyny.
**** Die Schleife Przylesie wird 2016 zwar eröffnet, wurde aber seither nicht im Linienbetrieb genutzt.
***** Die Schleife wird derzeit nicht zum Wenden von Straßenbahnen eingesetzt, aber von der Linie 11 durchfahren.

### Depots

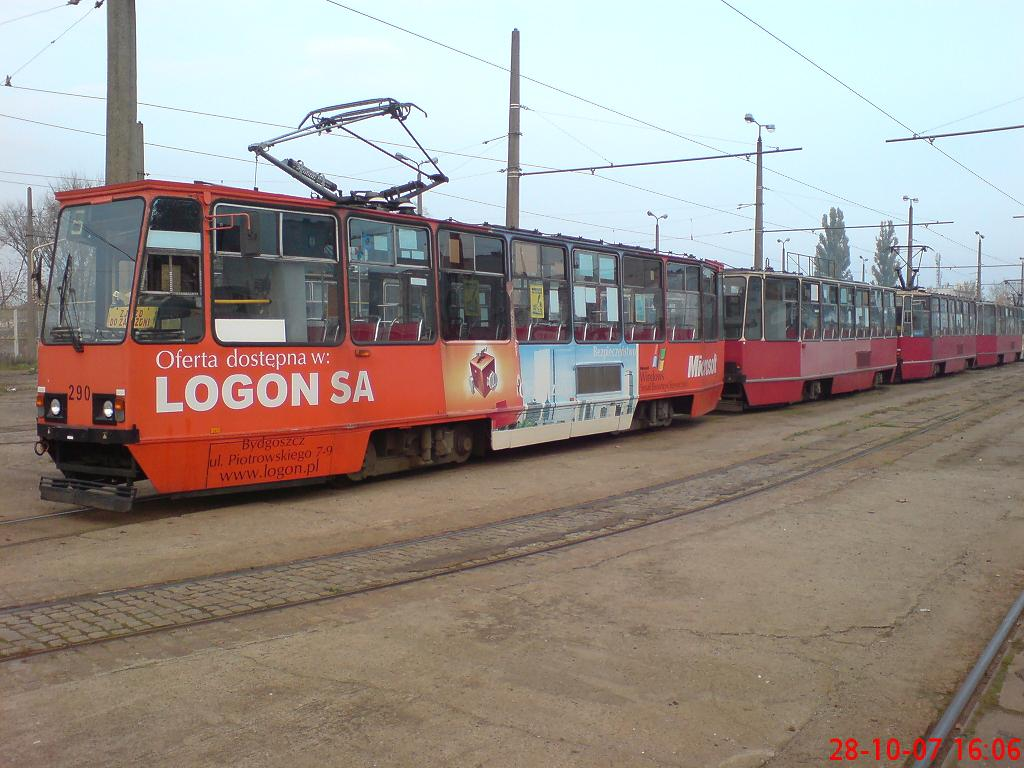
Zug der Linie 6 auf dem Betriebshof Toruńska

Zurzeit existieren zwei Betriebshöfe bei der Bydgoszczer Straßenbahn: das 1959 in Betrieb gegangene Depot Toruńska sowie das 2016 eröffnete Depot Łoskoń in Fordon.
Im Depot Toruńska sind die meisten Linienfahrzeuge sowie Arbeits- und Historienwagen stationiert. Der am 22. Juli 1959 eröffnete Betriebshof wurde 1982, 1998 und 2002 umgebaut und erweitert. Heute verfügt er über 20 Abstellgleise außen sowie eine Halle mit sieben Gleisen mit Arbeitsgruben. Außerdem gibt es eine Reparaturhalle für Drehgestelle, eine allgemeine Werkstatt und eine Lackiererei.
Der mit der Neubaustrecke am 16. Januar 2016 offiziell eröffnete und deutlich kleinere Betriebshof Łoskoń beheimatet Straßenbahnen auf 7 Abstellgleisen außen. Darüber hinaus umfasst das Depot eine Straßenbahn-Endstation mit zwei Wartegleisen, eine Servicehalle mit einem Gleis samt Arbeitsgrube und ein Sozialgebäude.
Seit der Aufnahme des Pferdebahnbetriebes im März 1888 gab es ein Depot am südlichen Ende der Zygmunta-Augusta-Straße nahe des Hauptbahnhofes. Der Betriebshof bestand aus einer großen, nur von einer Seite befahrbaren Halle mit fünf Gleisen und einer Nebenhalle mit einem Gleis. Die Anlage wurde nach der Eröffnung des Depots Toruńska hauptsächlich als Werkstatt für Instandhaltungsarbeiten genutzt und im Jahr 1997 stillgelegt. Lange Zeit stand das Gelände leer und verfiel, seit 2016 ist die Haupthalle ein Trampolinpark. Vor den ehemaligen Hallentoren steht seit Ende 2021 als Denkmal zur Erinnerung an den Depotbetrieb ein Stadtbahnwagen Düwag M8C, zuerst ab 1977 als Nr. 276 in Mülheim an der Ruhr im Einsatz und von 2016 bis 2021 als Nr. 876 bei der Straßenbahn Elbląg in Betrieb.

## Betrieb
Die Straßenbahn Bydgoszcz verkehrt täglich zwischen 4 Uhr und 24 Uhr, an Wochenenden und Feiertagen ab etwa 6 Uhr. Die Linien verkehren in der Hauptverkehrszeit im 20-Minuten-Takt, was durch Linienüberlagerungen auf einzelnen Strecken in der Innenstadt zu einem 3-Minuten-Takt führt, auf vielen weiteren Streckenabschnitten zumindest zu einem 7-Minuten-Takt. In der Schwachverkehrszeit sowie an Wochenenden und Feiertagen ist der Grundtakt ein 30 minütiger Abstand.

### Unfälle
Als größere Unfälle in der Geschichte der Bydgoszczer Straßenbahn sind zu verzeichnen:
- 4. Mai 1960: Eine Straßenbahn der Linie 8 fuhr von Kapuściska kommend mit zu hoher Geschwindigkeit die Gefällstrecke nach Perlowa hinunter und prallte beim Abbiegen in die Ulica Toruńska gegen einen Lastwagen mit 10 Mitarbeitern von Zakłady Produkcji Elementów Budowlanych aus Solec Kujawski. Zwei Menschen starben und mehrere Dutzend erlitten schwere Verletzungen.[19]
- 24. Januar 1962: Auf derselben Strecke kurz vor der Kreuzung mit der Bełzy-Straße entgleiste eine Straßenbahn der Linie 7 eine Viertelstunde vor 15 Uhr, ebenfalls wegen überhöhter Geschwindigkeit. Obwohl der Fahrer versuchte, mit Sand zu bremsen, stürzte die Straßenbahn aus den Gleisen, riss dabei die Schienen heraus und fiel auf die Böschung, wobei sie mit der rechten Seite aufschlug. Bei dem Vorfall wurden 13 Menschen verletzt, mehrere von ihnen wurden laut Zeugenaussagen aus der Straßenbahn hinaus geschleudert.[19]
- 28. August 2000: Auf der Ulica Jagiellońska kam es zu einem tragischen Unfall. Ein Sattelschlepper kollidierte mit einer Straßenbahn. Der Wagen 273 wurde auf einer Seite zerrissen. Einige Sitze flogen auf die Straße, zwei Menschen wurden getötet und mehrere verletzt.
- 19. Januar 2001: Am Rondo Grunwaldzkie stieß ein Bus der Linie 71 mit einem Straßenbahnzug der Linie 3 (Wagen 330 und 331) zusammen. Ein Mensch wurde getötet und 20 Personen wurden verletzt.
- 18. Februar 2008: Zusammenstoß eines Straßenbahnzuges (Wagen 340 und 341) mit einem Arbeitswagen auf der Kreuzung der Ulica Perłowa mit der Ulica Toruńska. Die Strecken zum Betriebshof und zu den oberen Siedlungen wurden vom Netz getrennt. Zwei Personen wurden verletzt. Im Ergebnis waren nur noch die Wagen im Netz, die sonntagabends im Einsatz waren (zu diesem Zeitpunkt verkehrten nur Solowagen). Sie wurden auf den Linien 1 und 3 verteilt, die Linien 2 und 6 verkehrten auf verkürztem Linienweg, die anderen Linien konnten nicht bedient werden. Am 19. Februar gegen 15 Uhr konnte der planmäßige Verkehr wieder aufgenommen werden.
- 26. April 2018: Zusammenstoß zweier Straßenbahnen in der Ulica Fordońska.[20]

## Planungen zum Ausbau des Netzes

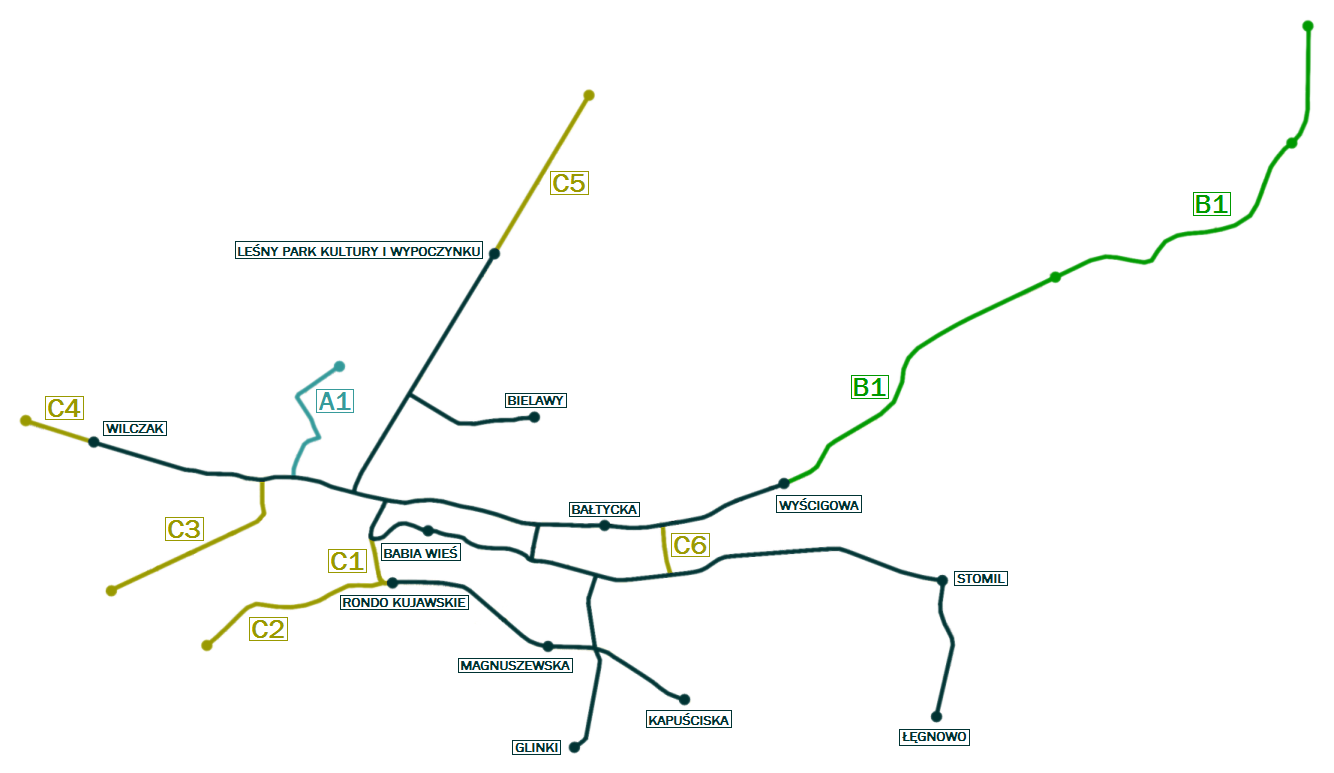
Geplanter Ausbau des Straßenbahnnetzes in Bydgoszcz bis 2030
Bestehendes Netz
A1: Strecke zum Hauptbahnhof, in Betrieb seit 2012
B1: Strecke nach Fordon, in Betrieb seit 2016
C1: Strecke entlang der Ulica Kujawska, in Betrieb seit 2020
C2: Strecke zur Siedlung Szwederowo
C3: Strecke zur Siedlung Błonie
C4: Strecke zur Siedlung Miedzyń
C5: Strecke nach Myślęcinka
C6: Strecke auf der Brücke Kazimierza Wielkiego, in Betrieb seit 2023

In den Jahren 2025 bis 2040 ist folgender weiterer Ausbau des Straßenbahnnetzes geplant:
- zur Siedlung Miedzyń (C4): Verlängerung entlang der Ulica Nakielska bis zur Ulica Plażowa und zweigleisiger Ausbau bisher eingleisiger Abschnitte,
- rund um die Altstadt: Strecke entlang Wały Jagiellońskie – Ulica Grudziądzka – Ulica Poznańska – Ulica Kruszwicka,
- zur Siedlung Szwederowo (C2): Strecke vom Rondo Kujawskie entlang der Ulica Solskiego und der Ulica Piękna,
- zur Siedlung Błonie (C3): Strecke vom Plac Poznańskiego entlang der Ulica Szubińska (nur möglich nach dem Bau der Strecke C2),
- nach Myślęcinka (C5): Dieses Projekt ist nicht in der Verkehrsstudie der Stadt Bydgoszcz enthalten.[21]
- Ulica Kruszwicka: im Bereich Wilczak (2030)

## Kuriositäten

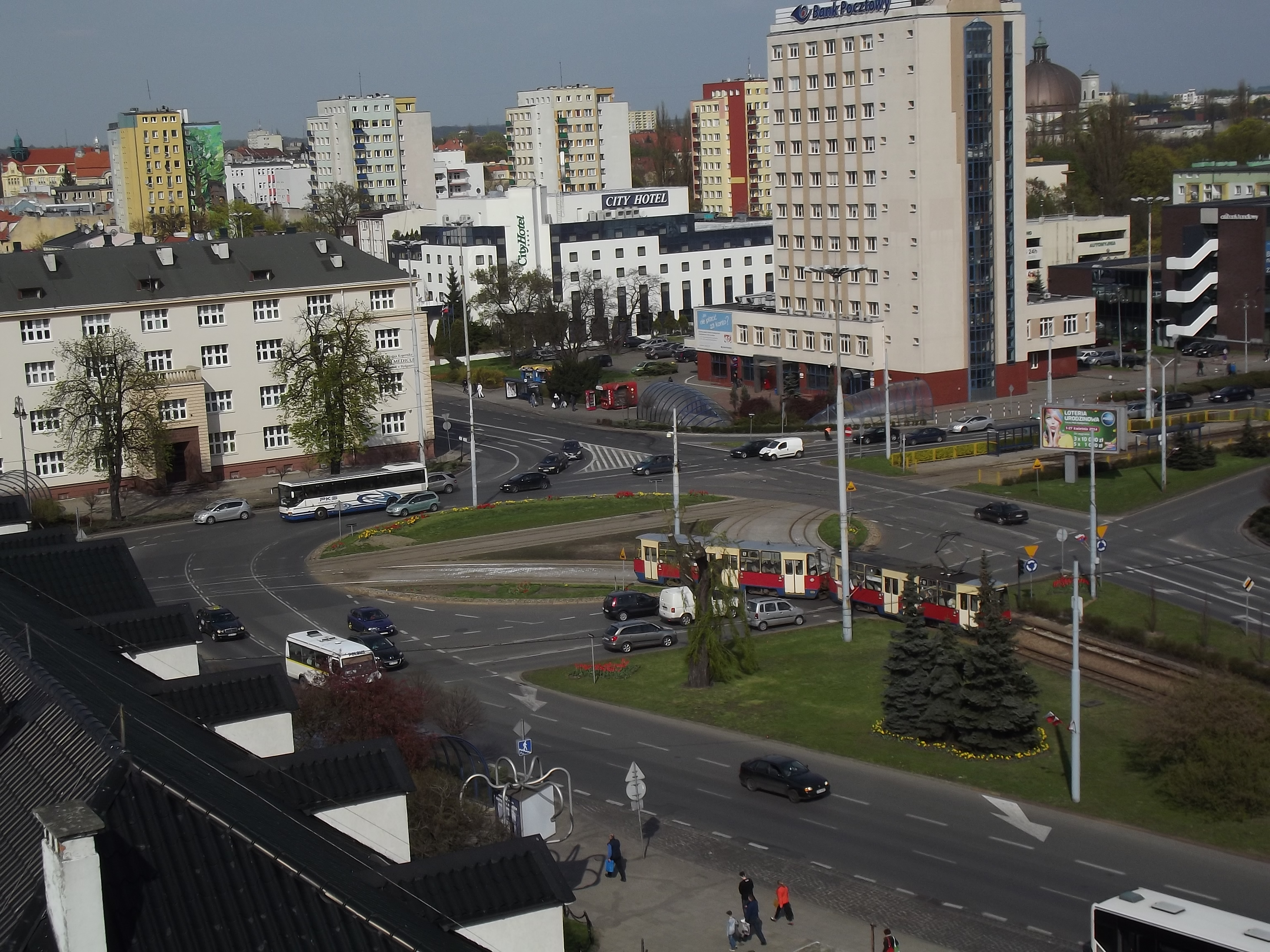
Die Kreuzung Rondo Jagiellonów mit einem Teil der durch Tunnel miteinander verbundenen Haltestellen (2014)

- Die Haltestelle mit den meisten Ein- und Aussteigenden ist Rondo Jagiellonów, an der außer den Linien 1 und 7 alle anderen neun Linien halten.
- 80 % der Bydgoszczer Straßenbahnstrecken verlaufen auf eigenem Gleiskörper.
- Auf der Friedrichstraße (heute: Ulica Długa) zum Wollmarkt (heute: Wełniany Rynek) war die Steigung so groß, dass die Pferdebahn von zwei Pferden gezogen werden musste.